# Komuna e Shllakut
Komuna e Shllakut är en kommun i Albanien.   Den ligger i prefekturen Qarku i Shkodrës, i den norra delen av landet, 90 km norr om huvudstaden Tirana. Komuna e Shllakut ligger vid sjön Liqeni i Vaut të Dejës.
Trakten runt Komuna e Shllakut består till största delen av jordbruksmark.  Runt Komuna e Shllakut är det ganska glesbefolkat, med 32 invånare per kvadratkilometer.